# Campanile di Kaljazin
Il campanile della Cattedrale di San Nicola, noto come campanile di Kaljazin o campanile allagato, è un monumento storico-architettonico posto su un'isola artificiale nel bacino di Uglič presso la città di Kaljazin, in Russia. Principale attrazione dell'area, durante l'inverno non è sempre possibile avvicinarsi ad esso, ma in estate vi si tengono regolari funzioni religiose, compresa la processione dell'Alto Volga che inizia dalle sorgenti dell'omonimo fiume presso la città di Ostaškov.

## Storia
Il campanile fu costruito nel 1800 presso la Cattedrale di San Nicola (eretta nel 1694) dell'ex monastero Nikolo-Žabenskij in stile classico. Esso possedeva cinque ordini, una cupola con un capo e una cuspide.
Negli anni '40 del Novecento fu approvato il progetto Volgstroj che prevedeva l'espansione artificiale del fiume Volga e la creazione di centrali idroelettriche. Durante la formazione del bacino di Uglič, la parte vecchia di Kaljazin si trovava nella zona alluvionale. La cattedrale fu smantellata e il campanile assunse la funzione di faro, come attestato nei documenti di archivio dell'epoca. Negli anni '80 furono rinforzate le fondamenta del campanile e attorno a esso fu costruita un'isola artificiale con ormeggi per le barche.
Il 22 maggio 2007 si è tenuta la prima funzione religiosa all'interno del campanile. Nell'aprile del 2014 si è verificata un'emersione delle terre dovuta a un inverno poco nevoso e al cedimento delle dighe.
Nel 2021 l'edificio è stato interessato da un profondo restauro che ha portato alla scoperta delle iscrizioni sulla croce dei nomi di coloro che parteciparono alla sua consacrazione e installazione nel 1893. Inoltre è stato ripristinato il meccanismo dell'orologio e sono state installate delle illuminazioni.